# 上元站
上元站位于甘肃省酒泉市金塔县，是清绿铁路一个中间车站。